# Пион жёлтый
Пион жёлтый (лат. Paeonia lutea) — вид многолетних цветковых растений рода Пион монотипного семейства Пионовые (Paeoniaceae).
Согласно некоторым источникам, в настоящее время Paeonia lutea не рассматривается, как отдельный вид и входит в синонимику Paeonia delavayi.
В природе ареал вида охватывает Китай (провинции Сычуань и Юньнань).

## Ботаническое описание
Кустарник или полукустарник высотой до 1 м, с голыми стеблями.
Листья дваждыперистые, длиной 15—25 см, сегменты при основании низбегающие, яйцевидно-ланцетные, цельнокрайные или иногда с несколькими зубцами, светло-зелёные, с обеих сторон голые.
Цветки, обычно, одиночные, диаметром 5—10 см, золотисто- или медно-жёлтые; лепестки округлые или от эллиптических до обратнояйцевидных, в количестве 6—8; тычинки жёлтые.
Листовки, обычно, в числе 3, голые.
Цветение в июне. Плодоношение в сентябре.

## Таксономия
Вид Пион жёлтый входит в род Пион (Paeonia) монотипного семейства Пионовые (Paeoniaceae) порядка Камнеломкоцветные (Saxifragales).
|  |                                      |  |                                                              |                                                              |                               |  | ещё 12 семейств (согласно Системе APG III) |  |  |            |                 |
|  |                                      |  |                                                              |                                                              |                               |  |                                            |  |  |            |                 |
|  |                                      |  |                                                              | порядок Камнеломкоцветные                                    |                               |  |                                            |  |  |            | вид Пион жёлтый |
|  |                                      |  |                                                              | порядок Камнеломкоцветные                                    |                               |  |                                            |  |  |            | вид Пион жёлтый |
|  | отдел Цветковые, или Покрытосеменные |  |                                                              |                                                              | монотипное семейство Пионовые |  | род Пион                                   |  |  |            |                 |
|  | отдел Цветковые, или Покрытосеменные |  |                                                              |                                                              |                               |  | род Пион                                   |  |  |            |                 |
|  |                                      |  | ещё 44 порядка цветковых растений (согласно Системе APG III) | ещё 44 порядка цветковых растений (согласно Системе APG III) |                               |  |                                            |  |  | ещё 31 вид |                 |
|  |                                      |  |                                                              | ещё 44 порядка цветковых растений (согласно Системе APG III) |                               |  |                                            |  |  |            |                 |